# Зодчий (журнал)
«Зодчий» (рус. дореф. Зодчій, фр. Zodtchy) — ежемесячный (с 1902 г. — еженедельный) архитектурный и художественно-технический журнал, издавался в Санкт-Петербурге с 1872 до 1924 гг.

## История
Журнал издавался органом Императорского Санкт-Петербургского Общества Архитекторов ежемесячно (с 1902 г. — еженедельно) с 1872 до 1924 гг.
Публиковал статьи по вопросам архитектуры, строительного искусства, технического образования, строительного законодательства, городского благоустройства, истории архитектуры, а также программы архитектурных конкурсов, сведения о художественно-технических выставках, отчёты общества и др. Инициатором издания и его первым редактором был архитектор И. С. Китнер, в 1905—1917 гг. он был председателем Санкт-Петербургского общества архитекторов. В 1892—1895 гг. редактором журнала состоял Леонтий Николаевич Бенуа. В 1881—1903 выходило еженедельное приложение «Неделя строителя».
В 1884 издан сборник конкурсных проектов храма Воскресения Христова на месте покушения на жизнь императора Александра II. В 1903 году для подписчиков было издано бесплатное дополнение к журналу «Систематический указатель рисунков и статей, помещённых в журнале с 1892 по 1901 год».

## Редакторы
1. Иван Александрович Мерц (1872—1875)[2]
2. Граф Николай Иванович де Рошфор (1878—1881)[3]
3. Леонтий Николаевич Бенуа (1892—1895)[4]
4. В. В. Эвальд (1896)

## Сотрудники
- Иван Александрович Мерц (1834—1876) — инженер-архитектор, первый редактор.
- Иероним Севастьянович Китнер (1839—1929) — петербургский архитектор, представитель «кирпичного стиля».
- Эвальд Виктор Владимирович (1860—1935) — российский учёный, специалист в области строительных материалов.
- Граф Николай Иванович де Рошфор (1846—1905) — русский архитектор, инженер и теоретик архитектуры.
- Михаил Фёдорович Гейслер (1861—1930) — русский архитектор, составитель «Строительного адреса-календаря», редактор журнала.
- Леонтий Николаевич Бенуа (1856—1928) — русский архитектор, член-основатель и почётный председатель Общества архитекторов-художников, редактор журнала.
- Граф Павел Юльевич Сюзор (1844—1919) — выдающийся русский архитектор, академик архитектуры, принимал участие в издании журнала[5].
- Мариан Марианович Перетяткович (1872—1916) — русский архитектор и преподаватель, состоял в редакционном совете журнала.

## Адреса в Петербурге
Редакция и контора: Набережная р. Мойки, 83.